# Estudio de tiempos y movimientos
Un Estudio de tiempos y movimientos (o Estudio de movimientos) es una técnica de eficiencia en el negocio que combina el trabajo de Estudio de Tiempos realizado por Frederick Winslow Taylor junto con el trabajo de Estudio de Movimientos de Frank y Lillian Gilbreth (la misma pareja conocida por el libro y filme biográfico de 1950). Es un trabajo mayoritariamente de la Administración científica (Filosofía Taylor). Posterior a su primera introducción, el estudio de tiempos se desarrolló en la dirección de establecer tiempos estándar, mientras que el estudio de movimientos evolucionó en una técnica para mejorar los métodos de trabajo. Ambas técnicas fueron integradas y mejoradas en un método ampliamente aceptado y sobre todo aplicable para la mejora y actualización de sistemas de trabajo. Esta integración acoplada a la mejora de sistemas de trabajo es conocida como Ingeniería de métodos y es aplicada hoy en día tanto a la industria como a organizaciones que otorgan servicios tales como: bancos, escuelas y hospitales.
Estudio de tiempos
El estudio de tiempos es una observación directa y continua de una tarea utilizando un dispositivo preciso para medir el tiempo (por ejemplo: cronómetro con lectura decimal, cronómetro electrónico asistido por computadora o una cámara de video) para grabar el tiempo que toma completar la tarea a estudiar. Este método es comúnmente usado cuando:
- Existen ciclos de trabajo repetitivos de corta o larga duración.
- Se desempeña una gran variedad de trabajo desigual.
- Cuando los elementos del proceso de control son parte del ciclo de trabajo.

Las Normas en Terminología de Ingeniería Industrial definen estudio de tiempos como "una técnica de medición del trabajo que consiste en medir el tiempo de una tarea de manera cuidadosa con un instrumento de medición apropiado, ajustado para cualquier variación observada en un esfuerzo o ritmo normal y así establecer el tiempo adecuado para piezas como elementos externos, retrasos inevitables o a causa de maquinaria, descanso para vencer la fatiga y necesidades personales".
Los sistemas de estudio de tiempos y movimientos son asumidos de forma frecuente como términos intercambiables que describen teorías equivalentes. Sin embargo los principios subyacentes y las razones para la creación de cada método respectivamente son distintas a pesar de ser originadas por la misma escuela de pensamiento.
La aplicación de la ciencia a problemas de negocios y el uso de los métodos de estudio de tiempos en el arreglo y planeación del trabajo fue introducido por Frederick Winslow Taylor. Este personaje colaboró con directores de fábricas y dado el éxito de estas discusiones escribió varios artículos proponiendo el uso de normas de salarios contingentes basadas en un estudio científico de tiempos. En su nivel más básico el estudio de tiempos involucró desmenuzar cada tarea en varias partes, coordinando cada una y reorganizando las mismas en el método más eficiente de trabajo. Por medio de cálculos y conteos Taylor buscó transformar la administración, la cual era una tradición esencialmente oral, en un conjunto de técnicas escritas y a base de cálculos.
Taylor y sus colegas pusieron énfasis en el contenido de un trabajo justo y buscaron maximizar la productividad independientemente del costo psicológico para el trabajador. Por ejemplo, Taylor pensó que el tiempo improductivo debía ser utilizado como un intento a considerar para los trabajadores de manera que pudieran promover sus mejores intereses y para mantener a los empleados sin conocimiento de qué tan rápido se puede llevar a cabo una tarea. Este mecánico punto de vista del comportamiento humano definido por Taylor preparó el camino para que las relaciones humanas sustituyeran la administración científica en términos de éxito literario y aplicación gerencial.

## Críticas
En respuesta a los estudios de tiempos y la forma de ver la naturaleza humana por parte de Taylor, se presentaron varias críticas y reacciones fuertes. Algunos trabajadores, por ejemplo, consideraron el estudio de tiempos como una herramienta disfrazada para la administración diseñada con el fin de estandarizar e intensificar el ritmo de la producción. De igual forma, personajes tales como Gilbreth (1909), Cadbury y Marshall realizaron fuertes críticas hacia Taylor y permearon su trabajo con subjetividad. Por ejemplo, Cadbury en respuesta a Thompson manifestó que de acuerdo con la administración científica, las habilidades e iniciativas del trabajador son trasladados de este a la administración, una visión retomada por Nyland. Además las críticas hacia Taylor condenaron la falta de fundamento científico en sus estudios de tiempos, en el sentido de que estos dependían puramente de interpretaciones individuales de lo que los trabajadores hacían realmente. No obstante, el valor de racionalizar los métodos de producción es indiscutible y apoyado por académicos como Gantt, Ford, Munsterberg y la sociedad de miembros de Taylor como Mr C.G. Renold, Mr W.H. Jackson y Mr C.B. Thompson.
Los estudios de tiempo adecuados están basados en repetidas observaciones, de tal forma que los movimientos realizados de manera diferente para la misma tarea por uno o varios trabajadores se puedan grabar y así determinar los valores que son realmente repetitivos y medibles. Los buenos estudios nunca se analizan solo una vez.

## Estudio de movimientos
A diferencia de Taylor, y motivados por los métodos de estudio de tiempos de este personaje, los Gilbreth propusieron un lenguaje técnico que permitiera un análisis del proceso laboral en un contexto científico. Los Gilbreth hicieron uso de conocimientos científicos para desarrollar un método de estudio fundamentado en el análisis de movimientos de trabajo', el cual consiste en filmar los detalles de la actividad realizada por el trabajador' y su postura corporal mientras se toma el tiempo. Las grabaciones sirvieron para dos motivos. Uno de ellos fue la anotación visual de cómo se realizaba el trabajo, enfatizando áreas de mejora. En segundo lugar, las grabaciones también sirven con el propósito de entrenar a los trabajadores sobre la mejor forma de realizar su labor. Este método permitió a los Gilbreth construir en los mejores elementos de este flujo de trabajo y crear una mejor práctica estandarizada.

## Taylor vs Los Gilbreth
Aunque para Taylor el estudio de movimientos permaneció subordinado por el estudio de tiempos, la atención que prestó a la técnica de estudio de movimientos demostró la seriedad con la que consideraba el método de los Gilbreth. La caída de Taylor en 1914, con el fundamento de las actitudes de los trabajadores, significó para los Gilbreth tener que argumentar en contra de los sindicatos, comisiones de gobierno y Robert Hoxie, quien creía que la administración científica era imparable. Se le fue encomendado a los Gilbreth probar que el estudio de movimientos, de manera particular, y la administración científica, de manera general, incrementan la producción industrial en maneras que mejoran y no le restan importancia al poder de la salud física y mental de los trabajadores. Esta no fue una tarea simple y dio propaganda al reporte Hoxie y a la oposición en contra de la administración científica. Además la credibilidad y éxito académico de los Gilbreth continuó siendo obstaculizado por Taylor, quien mantuvo la idea de que el estudio de movimientos no eran más que una continuación de su trabajo.
Mientras Taylor y los Gilbreth continuaron siendo criticados por sus respectivos trabajos, debe recordarse que ellos escribieron en un tiempo de reorganización industrial y surgimiento de largas y complejas organizaciones con nuevas formas de tecnología. Además para equiparar la administración científica con el estudio de tiempos y movimientos y acto seguido con el control laboral no solo malinterpreta el alcance de la administración científica, sino que también malinterpreta los incentivos de Taylor acerca de proponer un estilo diferente de pensamiento en la administración.

## Procedimiento directo de estudio de tiempos
A continuación se muestra el procedimiento desarrollado por Mikell Groover para un estudio de tiempos directo:
1. Definir y documentar el método estándar.
2. Dividir la tarea en elementos de trabajo.
Estos primeros dos pasos son prioridad para elegir el ritmo oportuno. Familiarizan al analista con la tarea y le permiten intentar mejorar el procedimiento de trabajo antes de definir el tiempo estándar.
3. Cronometrar los elementos de trabajo para obtener el tiempo observado para la tarea.
4. Evaluar el ritmo del trabajador relativo al desempeño estándar (clasificación del desempeño), para determinar el tiempo normal.
Tome nota de que los pasos 3 y 4 se completan de manera simultánea. Durante estos pasos, diferentes ciclos de trabajo son cronometrados y el desempeño de cada ciclo es calificado por separado. Finalmente, los datos obtenidos en estos pasos son promediados para generar el tiempo normalizado.
5. Aplicar un margen de error al tiempo normal para calcular el tiempo estándar. Los márgenes de factores necesarios en el trabajo son añadidos para calcular el tiempo estándar de la tarea.

## Dirigiendo estudios de tiempo
De acuerdo a manuales para la correcta práctica de los estudios sobre la producción un estudio de tiempos completo consiste en:
1. Estudiar la meta a conseguir;
2. Diseño experimental;
3. Recopilar los tiempos;
4. Análisis de datos;
5. Reportar los resultados.

La recopilación de tiempos se puede realizar de varias formas, dependiendo de la meta del estudio y las condiciones ambientales. Los datos de tiempos y movimientos pueden ser capturados con un cronómetro común, una computadora portátil o una cámara de video. Existen varios paquetes de software utilizados para convertir una palmtop (agenda electrónica) o una PC portátil en un dispositivo de estudio de tiempos. Como alternativa, los datos de tiempos y movimientos pueden ser tomados automáticamente de la memoria de las máquinas automatizadas (por ejemplo estudios de tiempo automatizados).